# Les fleurs bleues
(Stefano Bollani)
Les fleurs bleues è un album discografico del musicista italiano Stefano Bollani, pubblicato nel 2002 dalla Label Blue, ispirato all'omonimo romanzo dello scrittore francese Raymond Queneau.
Registrato tra il 23 maggio 2001 ed il 22 ottobre 2001, l'album si avvale della partecipazione di Scott Cooley al contrabbasso e Clarence Penn alla batteria.
L'album contiene tracce originali ispirate al romanzo "I fiori blu" di Raymond Queneau e le reinterpretazioni di "Se non avessi più te", testo di Franco Migliacci e musica di Luis Bacalov e Bruno Zambrini, successo di Gianni Morandi contenuto nell'omonimo film musicarello del 1965; "Chippie" di Ornette Coleman del 1958; "Si tu t'imagines", scritta dallo stesso Raymond Queneau su musica di Joseph Kosma e più volte interpretata da Juliette Gréco; "Dans Mon Île" di Henri Salvador del 1958, considerata la precorritrice della bossa nova brasiliana; "Un giorno dopo l'altro" di Luigi Tenco del 1966.

Il disco contiene inoltre una traccia CD-ROM con le biografie dei tre musicisti e le illustrazioni di Lorenzo Montagni ispirate al romanzo.

## Tracce
1. L'Histoire qui avance (Bollani) - 3:28
2. Rever et reveler (Bollani) - 5:42
3. Cidrolin (Bollani) - 5:52
4. Il Duca (Bollani) - 3:37
5. Se non avessi più te (Migliacci - Bacalov, Zambrini) - 7:49
6. L'Arca (Bollani) - 4:11
7. Bar Biturico (Bollani)  - 3:17
8. Chippie (Coleman) - 4:56
9. Si tu t'imagines (Queneau - Kosma) - 2:45
10. Dans Mon Île (Salvador) - 5:27
11. It Could Happen to Queneau (Bollani) - 5:29
12. Un giorno dopo l'altro (Chaumelle - Tenco) - 7:40
13. Raymond (Bollani) - 11:15 Traccia CD-ROM